# Campeonato Europeu de Patinação Artística no Gelo de 2004
O Campeonato Europeu de Patinação Artística no Gelo de 2004 foi a nonagésima sexta edição do Campeonato Europeu de Patinação Artística no Gelo, um evento anual de patinação artística no gelo organizado pela União Internacional de Patinação (em inglês:  International Skating Union) onde os patinadores artísticos competem pelo título de campeão europeu. A competição foi disputada entre os dias 2 de fevereiro e 9 de fevereiro, na cidade de Budapeste, Hungria.

## Eventos
- Individual masculino
- Individual feminino
- Duplas
- Dança no gelo

## Medalhistas
| Evento                        | Ouro                                        | Prata                                       | Bronze                                      |
| Individual masculino detalhes | Brian Joubert · França                      | Evgeni Plushenko · Rússia                   | Ilia Klimkin · Rússia                       |
| Individual feminino detalhes  | Júlia Sebestyén · Hungria                   | Elena Liashenko · Ucrânia                   | Elena Sokolova · Rússia                     |
| Duplas detalhes               | Tatiana Totmianina · Maxim Marinin · Rússia | Maria Petrova · Alexei Tikhonov · Rússia    | Dorota Zagórska · Mariusz Siudek · Polônia  |
| Dança no gelo detalhes        | Tatiana Navka · Roman Kostomarov · Rússia   | Albena Denkova · Maxim Staviyski · Bulgária | Elena Grushina · Ruslan Goncharov · Ucrânia |

## Resultados

### Individual masculino
| Pos.                                                  | Nome                 | Nacionalidade       | Pontos | QA | QB | PC | PL |
| ----------------------------------------------------- | -------------------- | ------------------- | ------ | -- | -- | -- | -- |
| Medalha de ouro                                       | Brian Joubert        | França              | 2.6    | 1  | —  | 2  | 1  |
| Medalha de prata                                      | Evgeni Plushenko     | Rússia              | 3.0    | —  | 1  | 1  | 2  |
| Medalha de bronze                                     | Ilia Klimkin         | Rússia              | 5.6    | —  | 2  | 3  | 3  |
| 4                                                     | Frédéric Dambier     | França              | 7.2    | 2  | —  | 4  | 4  |
| 5                                                     | Stefan Lindemann     | Alemanha            | 12.0   | —  | 3  | 8  | 6  |
| 6                                                     | Stéphane Lambiel     | Suíça               | 13.8   | 4  | —  | 12 | 5  |
| 7                                                     | Andrejs Vlascenko    | Alemanha            | 14.6   | —  | 5  | 6  | 9  |
| 8                                                     | Andrei Griazev       | Rússia              | 17.2   | 3  | —  | 15 | 7  |
| 9                                                     | Gheorge Chiper       | Romênia             | 19.8   | —  | 4  | 17 | 8  |
| 10                                                    | Tomáš Verner         | República Tcheca    | 20.0   | 10 | —  | 10 | 10 |
| 11                                                    | Kevin van der Perren | Bélgica             | 21.2   | 6  | —  | 13 | 11 |
| 12                                                    | Sergei Davydov       | Bielorrússia        | 21.4   | 8  | —  | 7  | 14 |
| 13                                                    | Kristoffer Berntsson | Suécia              | 22.4   | —  | 6  | 5  | 17 |
| 14                                                    | Gregor Urbas         | Eslovênia           | 23.0   | 11 | —  | 11 | 12 |
| 15                                                    | Vitali Danilchenko   | Ucrânia             | 26.6   | 5  | —  | 16 | 15 |
| 16                                                    | Karel Zelenka        | Itália              | 28.0   | —  | 9  | 19 | 13 |
| 17                                                    | Vakhtang Murvanidze  | Geórgia             | 28.6   | —  | 8  | 9  | 20 |
| 18                                                    | Ivan Dinev           | Bulgária            | 30.4   | 9  | —  | 18 | 16 |
| 19                                                    | Damien Djordjevic    | França              | 31.2   | 12 | —  | 14 | 18 |
| 20                                                    | Patrick Meier        | Suíça               | 33.2   | 7  | —  | 19 | 19 |
| 21                                                    | Trifun Zivanovic     | Sérvia e Montenegro | 36.4   | —  | 7  | 21 | 21 |
| 22                                                    | Ari-Pekka Nurmenkari | Finlândia           | 39.0   | —  | 11 | 21 | 22 |
| 23                                                    | Matthew Davies       | Reino Unido         | 42.4   | 14 | —  | 23 | 23 |
| 24                                                    | Sergei Kotov         | Israel              | 43.2   | —  | 12 | 24 | 24 |
| 25                                                    | Zoltán Tóth          | Hungria             | 44.6   | —  | 10 | 26 | 25 |
| Não avançaram para a patinação livre / programa longo |                      |                     |        |    |    |    |    |
| 26                                                    | Juraj Sviatko        | Eslováquia          | —      | 13 | —  | 25 |    |
| 27                                                    | Yon Garcia           | Espanha             | —      | —  | 13 | 28 |    |
| 28                                                    | Andrei Dobrokhodov   | Azerbaijão          | —      | 15 | —  | 27 |    |
| 29                                                    | Aidas Reklys         | Lituânia            | —      | —  | 14 | 29 |    |
| 30                                                    | Adrian Matei         | Romênia             | —      | —  | 15 | 30 |    |
| Não avançaram para programa curto                     |                      |                     |        |    |    |    |    |
| 31                                                    | Wim Hermans          | Bélgica             | —      | —  | 16 |    |    |
| 31                                                    | Clemens Jonas        | Áustria             | —      | 16 | —  |    |    |
| 33                                                    | Przemysław Domański  | Polônia             | —      | 17 | —  |    |    |

### Individual feminino
| Medalha de ouro                                       | Júlia Sebestyén       | Hungria             | 1.5  | 1  | 1  |
| Medalha de prata                                      | Elena Liashenko       | Ucrânia             | 4.0  | 2  | 3  |
| Medalha de bronze                                     | Elena Sokolova        | Rússia              | 5.0  | 6  | 2  |
| 4                                                     | Viktória Pavuk        | Hungria             | 5.5  | 3  | 4  |
| 5                                                     | Carolina Kostner      | Itália              | 7.5  | 5  | 5  |
| 6                                                     | Susanna Pöykiö        | Finlândia           | 8.0  | 4  | 6  |
| 7                                                     | Alisa Drei            | Finlândia           | 12.0 | 10 | 7  |
| 8                                                     | Julia Lautowa         | Áustria             | 13.0 | 8  | 9  |
| 9                                                     | Zuzana Babiaková      | Eslováquia          | 14.5 | 9  | 10 |
| 10                                                    | Sarah Meier           | Suíça               | 15.0 | 14 | 8  |
| 11                                                    | Annette Dytrt         | Alemanha            | 18.0 | 12 | 12 |
| 12                                                    | Daria Timoshenko      | Azerbaijão          | 19.5 | 13 | 13 |
| 13                                                    | Galina Maniachenko    | Ucrânia             | 20.5 | 7  | 17 |
| 14                                                    | Jenna McCorkell       | Reino Unido         | 21.0 | 20 | 11 |
| 15                                                    | Valentina Marchei     | Itália              | 22.5 | 17 | 14 |
| 16                                                    | Kristina Oblasova     | Rússia              | 22.5 | 15 | 15 |
| 17                                                    | Mojca Kopač           | Eslovênia           | 23.5 | 11 | 18 |
| 18                                                    | Tatiana Basova        | Rússia              | 24.0 | 16 | 16 |
| 19                                                    | Petra Lukáčíková      | República Tcheca    | 28.5 | 19 | 19 |
| 20                                                    | Anna Bernauer         | Luxemburgo          | 31.5 | 21 | 21 |
| 21                                                    | Sara Falotico         | Bélgica             | 32.0 | 24 | 20 |
| 22                                                    | Karen Venhuizen       | Países Baixos       | 32.0 | 18 | 23 |
| 23                                                    | Tuğba Karademir       | Turquia             | 33.5 | 23 | 22 |
| 24                                                    | Gintarė Vostrecovaitė | Lituânia            | 35.0 | 22 | 24 |
| Não avançaram para a patinação livre / programa longo |                       |                     |      |    |    |
| 25                                                    | Candice Didier        | França              | —    | 25 |    |
| 26                                                    | Olga Orlova           | Ucrânia             | —    | 26 |    |
| 27                                                    | Sonia Radeva          | Bulgária            | —    | 27 |    |
| 28                                                    | Olga Vassiljeva       | Estônia             | —    | 28 |    |
| 29                                                    | Kristina Mikhailova   | Bielorrússia        | —    | 29 |    |
| 30                                                    | Simona Punga          | Romênia             | —    | 30 |    |
| WD                                                    | Kristel Popovic       | Sérvia e Montenegro | —    | WD |    |

### Duplas
| Pos.              | Nome                                  | Nacionalidade    | Pontos | PC | PL |
| ----------------- | ------------------------------------- | ---------------- | ------ | -- | -- |
| Medalha de ouro   | Tatiana Totmianina / Maxim Marinin    | Rússia           | 1.5    | 1  | 1  |
| Medalha de prata  | Maria Petrova / Alexei Tikhonov       | Rússia           | 3.0    | 2  | 2  |
| Medalha de bronze | Dorota Zagórska / Mariusz Siudek      | Polônia          | 4.5    | 3  | 3  |
| 4                 | Julia Obertas / Sergei Slavnov        | Rússia           | 6.0    | 4  | 4  |
| 5                 | Kateřina Beránková / Otto Dlabola     | República Tcheca | 7.5    | 5  | 5  |
| 6                 | Sabrina Lefrançois / Jérôme Blanchard | França           | 9.5    | 7  | 6  |
| 7                 | Eva-Maria Fitze / Rico Rex            | Alemanha         | 10.0   | 6  | 7  |
| 8                 | Marylin Pla / Yannick Bonheur         | França           | 12.0   | 8  | 8  |
| 9                 | Julia Beloglazova / Andrei Bekh       | Ucrânia          | 13.5   | 9  | 9  |
| 10                | Rebecca Handke / Daniel Wende         | Alemanha         | 15.0   | 10 | 10 |
| 11                | Veronika Havlíčková / Karel Štefl     | República Tcheca | 16.5   | 11 | 11 |
| 12                | Diana Rennik / Aleksei Saks           | Estônia          | 18.0   | 12 | 12 |
| 13                | Olga Boguslavska / Andrei Brovenko    | Letônia          | 19.5   | 13 | 13 |
| 14                | Milica Brozovic / Vladimir Futas      | Eslováquia       | 21.5   | 15 | 14 |
| 15                | Julia Shapiro / Vadim Akolzin         | Israel           | 22.0   | 14 | 15 |
| WD                | Tatiana Volosozhar / Petr Kharchenko  | Ucrânia          | —      | WD | —  |

### Dança no gelo
| Pos.              | Nome                                    | Nacionalidade    | Pontos | DC | DO | DL |
| ----------------- | --------------------------------------- | ---------------- | ------ | -- | -- | -- |
| Medalha de ouro   | Tatiana Navka / Roman Kostomarov        | Rússia           | 2.0    | 1  | 1  | 1  |
| Medalha de prata  | Albena Denkova / Maxim Staviski         | Bulgária         | 4.6    | 2  | 3  | 2  |
| Medalha de bronze | Elena Grushina / Ruslan Goncharov       | Ucrânia          | 5.4    | 3  | 2  | 3  |
| 4                 | Isabelle Delobel / Olivier Schoenfelder | França           | 8.0    | 4  | 4  | 4  |
| 5                 | Galit Chait / Sergei Sakhnovski         | Israel           | 10.0   | 5  | 5  | 5  |
| 6                 | Federica Faiella / Massimo Scali        | Itália           | 12.0   | 6  | 6  | 6  |
| 7                 | Oksana Domnina / Maxim Shabalin         | Rússia           | 14.0   | 7  | 7  | 7  |
| 8                 | Svetlana Kulikova / Vitali Novikov      | Rússia           | 16.8   | 10 | 8  | 8  |
| 9                 | Natalia Gudina / Alexei Beletski        | Israel           | 18.0   | 9  | 9  | 9  |
| 10                | Sinead Kerr / John Kerr                 | Reino Unido      | 20.8   | 12 | 10 | 10 |
| 11                | Nóra Hoffmann / Attila Elek             | Hungria          | 20.8   | 8  | 11 | 11 |
| 12                | Roxane Petetin / Mathieu Jost           | França           | 23.6   | 11 | 12 | 12 |
| 13                | Anastasia Grebenkina / Vazgen Azroyan   | Armênia          | 27.8   | 16 | 14 | 13 |
| 14                | Alexandra Kauc / Michał Zych            | Polônia          | 28.4   | 14 | 13 | 15 |
| 15                | Julia Golovina / Oleg Voiko             | Ucrânia          | 28.8   | 13 | 16 | 14 |
| 16                | Christina Beier / William Beier         | Alemanha         | 31.0   | 15 | 15 | 16 |
| 17                | Barbara Herzog / Dmitri Matsjuk         | Áustria          | 35.2   | 17 | 19 | 17 |
| 18                | Jessica Huot / Juha Valkama             | Finlândia        | 35.4   | 18 | 17 | 18 |
| 19                | Petra Pachlova / Petr Knoth             | República Tcheca | 38.6   | 19 | 20 | 19 |
| 20                | Alessia Aureli / Andrea Vaturi          | Itália           | 39.8   | 20 | 18 | 21 |
| 21                | Agnieszka Dulej / Sławomir Janicki      | Polônia          | 41.0   | 21 | 21 | 20 |
| 22                | Clover Zatzman / Aurimas Radisauskas    | Lituânia         | 44.0   | 22 | 22 | 22 |

## Quadro de medalhas
| Ordem | País     | Medalha de ouro | Medalha de prata | Medalha de bronze |    | Ordem por total |
| ----- | -------- | --------------- | ---------------- | ----------------- | -- | --------------- |
| 1     | Rússia   | 2               | 2                | 2                 | 6  | 1               |
| 2     | França   | 1               |                  |                   | 1  | 3               |
| 2     | Hungria  | 1               |                  |                   | 1  | 3               |
| 4     | Ucrânia  |                 | 1                | 1                 | 2  | 2               |
| 5     | Bulgária |                 | 1                |                   | 1  | 3               |
| 6     | Polônia  |                 |                  | 1                 | 1  | 3               |
| TOTAL | TOTAL    | 4               | 4                | 4                 | 12 | —               |